# Maître Albert de Paris
Maître Albert de Paris ou Magister Albertus Parisiensis, né à une date inconnue et mort vers 1177,  est un chantre et compositeur français. Il est crédité d'avoir créé la première pièce connue de musique européenne à trois voix.
Il est probablement originaire d'Estampes dans l'arrondissement de Mirande. Il sert comme chanoine à Notre-Dame de Paris à partir de 1127 et comme maître de chapelle à partir de 1146, poste qu'il occupe jusqu'à sa mort en 1177, seule période de sa vie qui a été documentée. Il laisse un certain nombre de livres liturgiques à la cathédrale.
Sa seule pièce qui nous est parvenue est un conduit appelé Conductus Congaudeant Catholici, qui fait partie du Codex Calixtinus, ouvrage destiné à guider les pèlerins de Saint-Jacques de Compostelle. Congaudeant Catholici a été enregistré par un certain nombre de groupes de musique médiévale, dont Sequentia, The Rose Ensemble et d'autres.

## Enregistrements
- The Age of Cathedrals avec Paul Hillier et le Theatre of Voices, Harmonia Mundi, HMU 907157.